# یاکی‌نیکو

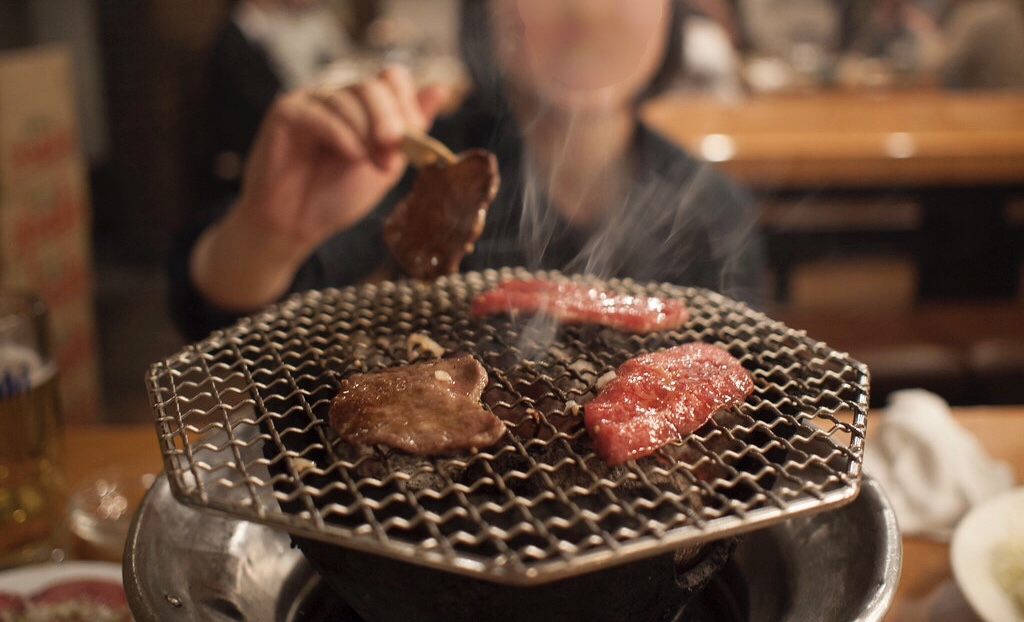
یاکی‌نیکو

یاکی‌نیکو (به ژاپنی: 焼肉 Yakiniku) یک نوع غذای گوشتی در آشپزی ژاپنی است. در این نوع غذا گوشت بر روی یک توری فلزی یا ظرفی فلزی قرار گرفته و توسط شعلهٔ آتش حاصل از زغال یا چراغ گاز کباب می‌شود. گوشت مورد استفاده معمولاً گوشت گاو، خوک و مرغ است. به عنوان چاشنی از سس مخصوی یاکی‌نیکو که به‌طور آماده به فروش می‌رسد، استفاده می‌شود.